# Wirusowe zapalenie tętnic koni
Wirusowe zapalenie tętnic koni (Equine Viral Arteritis, EVA, EAV) – zakaźna choroba wirusowa koni, prowadzi do poronień u źrebnych klaczy. Wywoływana przez wirusy należące do rodzaju Arterivirus.
Wirus przenosi się drogą kropelkową oraz podczas krycia, zarówno z klaczy na ogiera jak i z ogiera na klacz. U dorosłych koni wirus wywołuje jedynie lekkie objawy podobne do przeziębienia. Często zakażenie przebiega bezobjawowo, jednak zarażony koń jest nadal źródłem kolejnych zakażeń.
Najpoważniejszą konsekwencją zakażenia jest powodowanie poronień u źrebnych klaczy, zwykle w trzecim miesiącu ciąży. Z tego powodu wirus jest szczególnie groźny dla hodowców koni, ponieważ może spowodować śmierć całego przychówku w danym roku.
Wiele krajów (np. Zjednoczone Emiraty Arabskie) wymaga testów na EVA i nie wpuszcza koni, u których stwierdzono obecność wirusa. Nie istnieje lekarstwo zwalczające wirusa EVA. W Stanach Zjednoczonych stosuje się szczepionki. Większość krajów prowadzi urzędową rejestrację przypadków EVA oraz eliminację zakażonych koni z hodowli.
W Polsce laboratorium prowadzącym badania w kierunku EVA jest Państwowy Instytut Weterynaryjny w Puławach oraz Uniwersytet Przyrodniczy we Wrocławiu.